# Dianne Kohler Barnard

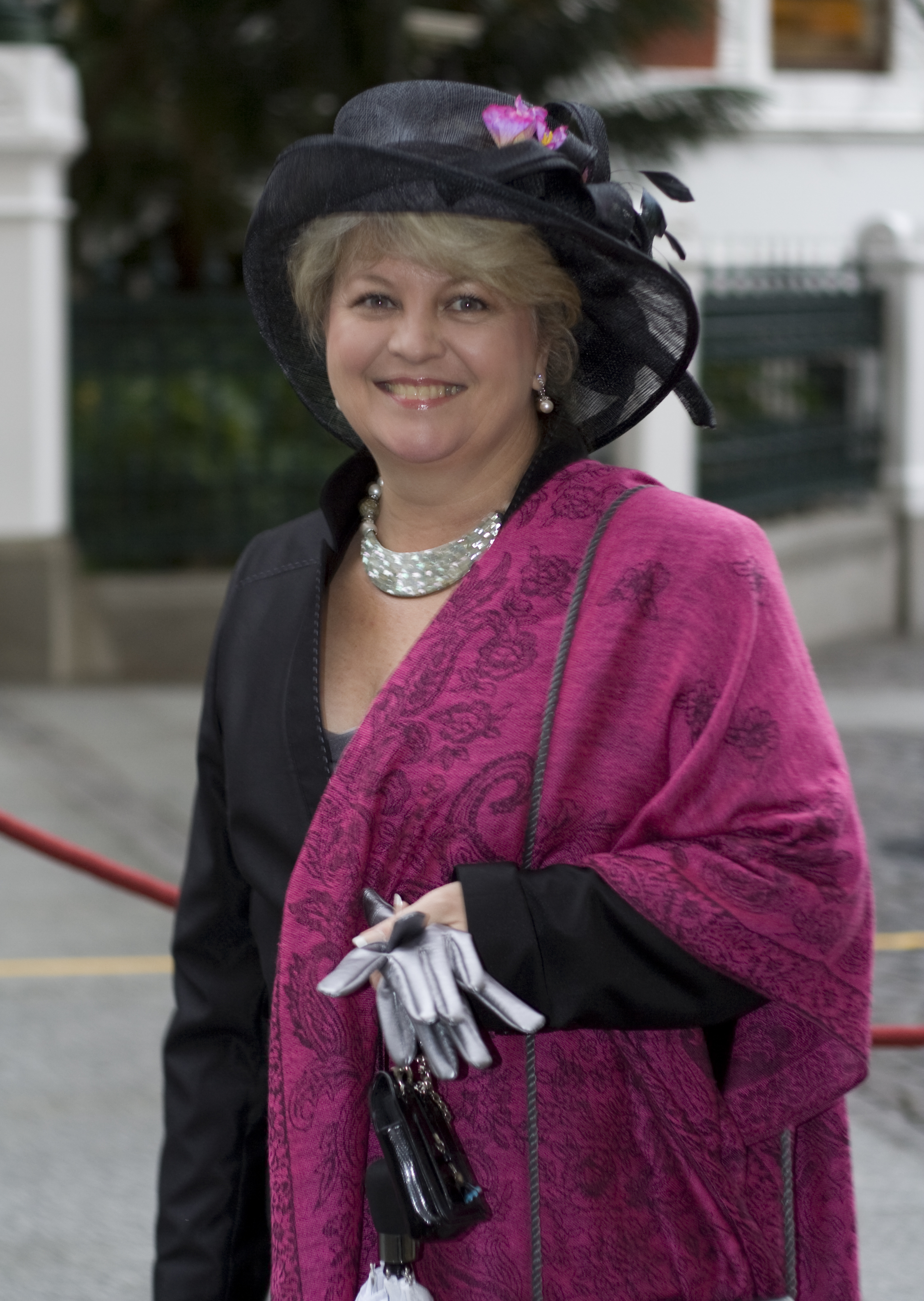
Dianne Kohler Barnard

Dianne Kohler Barnard (ur. 2 grudnia 1955 w Port Elizabeth) – południowoafrykańska dziennikarka i parlamentarzystka. 
Przez 23 lata pracowała jako dziennikarka radiowa i prasowa. Kierowała oddziałem stacji radiowej SAfm w KwaZulu-Natal, była również producentem i prezenterem popołudniowego programu informacyjnego "The Editors" w tejże stacji. Pełniła obowiązki przewodniczącej Związku Pracowników Mediów Elektronicznych w KwaZulu-Natal. Zakładała Komitet SABC ds. HIV i AIDS.
W 2004 po raz pierwszy zasiadła w ławach parlamentu. Początkowo pełniła obowiązki zastępcy rzecznika Aliansu Demokratycznego ds. kultury i sztuki, ostatecznie obejmując tekę rzecznika ds. zdrowia. Stała się zdecydowanym i ostrym krytykiem polityki prowadzonej przez minister zdrowia Manto Tshabalaly-Msimang. Obecnie pełni obowiązki rzecznika frakcji ds. bezpieczeństwa. 
Pracowała jako obserwator SADC podczas dwóch ostatnich wyborów w Zimbabwe. 
W Zgromadzeniu reprezentuje okręg wyborczy Umkhanyakude i uThungulu. Mieszka w prowincji KwaZulu-Natal. 